# Cyberdéfense
La cyberdéfense regroupe l'ensemble des moyens physiques et virtuels mis en place par un pays dans le cadre de la guerre informatique menée dans le cyberespace. Selon le ministère français des armées, elle est « l’ensemble des mesures techniques et non techniques permettant à un État de défendre dans le cyberespace les systèmes d’informations jugés essentiels » et comme « l’ensemble des activités qu’il conduit afin d’intervenir militairement ou non dans le cyberespace pour garantir l’efficacité de l’action des forces armées, la réalisation des missions confiées et le bon fonctionnement du ministère ».

## Définition
L'Agence nationale de la sécurité des systèmes d'information (ANSSI) définit la cyberdéfense comme « l'ensemble des mesures techniques et non techniques permettant à un État de défendre dans le cyberespace les systèmes d’information jugés essentiels ».
La cyberdéfense est présentée par le Dr Charles-Emond Bichot comme l'ensemble des moyens de sécurité secondaire (ce qui résiste pendant l'évènement de sécurité) : systèmes, services et procédures qui fonctionnent dans une organisation pour protéger son système d'information, pris au sens large, pendant une cyberattaque. Dans ce modèle, il faut comprendre la cybersécurité, vue dans le cadre de la lutte informatique défensive, comme la somme de la cyberprotection (sécurité primaire, "avant l'évènement"), de la cyberdéfense (sécurité secondaire, "pendant l'évènement") et de la cyber résilience (sécurité tertiaire, "après l'évènement").
Dans une vue un peu différente, selon N. Ténèze, la cyberdéfense rassemble la cybersûreté, la cybersécurité, la cyberrésilience (lutte informatique défensive), et la cyberagression (lutte informatique offensive). Les approches proactives et réactives sont comprises dans certaines de leurs composantes.
La cyberdéfense est à différencier de la cybercriminalité qui correspond à l’ensemble des crimes et délits traditionnels ou nouveaux réalisés, via les réseaux numériques.
La cyberdéfense représente un enjeu considérable. À l’échelle planétaire, selon le magazine Forbes en 2015, elle portait sur un marché évalué à 75 milliards de dollars, et qui culminera à 170 milliards de dollars en 2020.

## Présentation
Le cadre de la cyberdéfense dépasse la simple sécurité informatique dans la mesure où elle a des conséquences directes sur la sécurité nationale et vient donc intéresser les différents organismes de Défense d'un pays. Avec la lutte informatique défensive (LID) et la lutte informatique offensive (LIO), la cyberdéfense permet de défendre et d'attaquer des ensembles de réseaux et d'ordinateurs qui contrôlent un pays.
Avec des degrés d'importances plus ou moins grands, ces réseaux et leurs systèmes de contrôle baptisés SCADA peuvent permettre de contrôler les systèmes suivants :
- surveillance de processus industriels ;
- transport de produits chimiques ;
- systèmes municipaux d'approvisionnement en eau ;
- commande de la production d'énergie électrique ;
- distribution électrique ;
- canalisations de gaz et de pétrole ;
- recherche et études scientifiques et industrielles.

Reconnaissant le caractère critique de la cyberdéfense, la plupart des États s'emparent aujourd'hui du sujet pour le placer au cœur de leurs doctrines militaires.

## En France
En France, la cyberdéfense est essentiellement prise en charge par l'ANSSI, agence qui répond directement au premier ministre ainsi que par le centre d'expertise technique DGA MI basée à Bruz près de Rennes (rattachée au ministère des Armées). Elle est désormais enseignée aux élèves officiers de l'École de l'air, des écoles de Saint-Cyr-Coëtquidan (la leçon inaugurale de la chaire de cyberdéfense et cybersécurité Saint-Cyr Sogeti Thales a été prononcée le 13 novembre 2012) mais aussi par le centre de formation de l'École des transmissions (ETRS) de Cesson-Sévigné (campus de Rennes - Beaulieu).

### Rapport Lasbordes de 2006
Dans un rapport publié le 13 janvier 2006, intitulé La Sécurité des systèmes d'information - Un enjeu majeur pour la France, le député Pierre Lasbordes estimait que « la France accuse un retard préoccupant face aux impératifs de sécurité des systèmes d'information, tant au niveau de l’État qu'au niveau des entreprises, quelques grands groupes mis à part », avec notamment une organisation marquée par la dispersion et l'autonomie des différents acteurs au sein des services de l'État, des moyens insuffisants et des entreprises vulnérables,.

### Rapport Romani de 2008
Dans un rapport d'information intitulé Cyberdéfense : un nouvel enjeu de sécurité nationale, publié le 8 juillet 2008, le sénateur Roger Romani de la commission des affaires étrangères, de la défense et des forces armées du Sénat estimait que « la France n'est ni bien préparée, ni bien organisée » face à la menace d'attaques informatiques.

### Livre blanc sur la défense et la sécurité nationale de 2008
Le Livre blanc sur la Défense et la Sécurité nationale de 2008 a marqué un véritable « tournant », en définissant clairement la protection des systèmes d'information comme une composante à part entière de la politique française de défense et de sécurité, en préconisant la mise en place d'une stratégie de défense active en profondeur et en évoquant pour la première fois le besoin de développer des « capacités offensives ».

### Création de l'ANSSI en 2009
L'Agence nationale de la sécurité des systèmes d'information a été créée le 7 juillet 2009, par un décret du Premier ministre, en remplacement de la direction centrale de la sécurité des systèmes d'information (DCSSI) du secrétariat général de la défense et nationale, tout en renforçant ses attributions, ses effectifs et ses moyens.

### Rapport Bockel de 2012
Le 18 juillet 2012, le sénateur Jean Marie Bockel dépose, au nom de la commission des affaires étrangères, de la défense et des forces armées du Sénat, un rapport intitulé La cyberdéfense : un enjeu mondial, une priorité nationale qui préconise que le renforcement de la protection et de la défense des systèmes d'information devrait faire l'objet d'une priorité nationale, portée au plus haut niveau de l'État, et d'une véritable stratégie de l'Union européenne.

### Le Commandement de la Cyberdéfense (COMCYBER)
Depuis le 1er janvier 2017, le Commandement de la cyberdéfense (COMCYBER) rassemble l'ensemble des forces de cyberdéfense des armées françaises sous une même autorité opérationnelle, permanente et interarmées. Placé sous l'autorité du Chef d'État-Major des armées, le COMCYBER est responsable de la protection des systèmes d’information placés sous sa responsabilité, de la conduite de la défense des systèmes d’information du ministère (à l’exclusion de ceux de la DGSE et DRSD) et de la conception, de la planification et de la conduite des opérations militaires de cyberdéfense, sous l’autorité du sous-chef d’état-major « opérations ». Il est également responsable de la préparation de l’avenir et de la politique RH du domaine cyber.
Le COMCYBER assiste et conseille le ministre des Armées dans son domaine de compétence. Il dispose d’un état-major (EM-CYBER, à Paris) avec un centre des opérations CYBER (CO-CYBER).
Le COMCYBER a près de 3 400 cyber-combattants sous sa responsabilité. La Loi de programmation militaire 2019 – 2025 prévoit le recrutement de plus de 1 000 nouveaux cyber-combattants.

## Dans le monde
Aux États-Unis, la principale agence chargée de la cyberdéfense du pays est le Cyber Command, intégré aux forces armées des États-Unis.
En Turquie, la cyberdéfense du pays est assurée par le département de cyberdéfense intégré aux forces armées turques,

## Entreprises liées à la cyberdéfense
Les entreprises liées à la cyberdéfense sont de plus en plus nombreuses. Parmi celles-ci, on trouve en France Airbus CyberSecurity (filiale de Airbus Defence and Space), Thales, CS, DCNS, ou encore le Groupe Orange, qui a développé depuis 2016 sa filiale Orange Cyberdefense.

## Écoles d'ingénieur françaises liées à la cyberdéfense[19]
| ECE                      | EFREI              | ESAIP   | ENSEIRB                |
| ESEO                     | ENSIBS             | ESIEA   | ESIEE                  |
| ESILV                    | ESISAR             | ENSSAT  | ISIMA                  |
| INSA Centre Val de Loire | ISEN Mediterrannée | TLS-SEC | Université de Picardie |

## Quelques dates marquantes
- 2005 : attaque japonaise du site du ministère coréen des Affaires étrangères.
- Avril 2007 : blocage de banques nationales (Hansabank et SEB).
- Juin 2007 : piratages des ordinateurs gouvernementaux de France, d’Allemagne et d’Angleterre. Conséquences : plusieurs centaines de PC hors service.
- 2007 : l'armée israélienne paralyse un radar syrien à Tall al-Abyad.
- 2009 : le 21 avril, le Wall Street Journal révélait que des hackers avaient pénétré dans les réseaux protégés de l'administration américaine et avaient réussi à dérober des centaines de téraoctets d'informations ultraconfidentielles portant sur le chasseur américain F-35. Cette information a fait l'effet d'une bombe dans la presse ainsi que dans la blogosphère spécialisée. Selon les premières informations circulant alors, les hackers seraient d'origine chinoise, et bien que les autorités démentent formellement, ceci serait en rapport avec les cyberattaques permanentes dont seraient victimes les autorités américaines, et, au-delà d'elles, les principaux alliés occidentaux, au cours des dernières années. Comme les informations portaient sur les systèmes électroniques du chasseur, sur son informatique embarquée et ses systèmes de furtivité, le programme serait menacé dans ses fondements, puisque, disposant des informations adéquates, les contre-mesures seraient d'autant plus simples à mettre en œuvre.
- 2010 : Le virus Stuxnet est découvert. Créé par les États-Unis et Israël[20], il endommage durablement les centrales nucléaires iraniennes et retarde le programme du pays de manière significative.
- 2012 : opération de sabotage, à l'aide du virus informatique Shamoon (en), ciblant une entreprise saoudienne d'hydrocarbures. Plus de 30 000 disques durs d'ordinateurs sont effacés, par un fichier contenant une image du drapeau américain en feu[21].
- 2013 : opération de cybercriminalité ou d'espionnage ciblant l'entreprise américaine Yahoo. Les attaquants ont volé les données de 3 milliards d'utilisateurs. La mise en vente de ces données a été détectée en août 2017, sans clarification des motifs des attaquants[21].
- 2014 : la société américaine Sony Pictures Entertainment est victime de piratage, et subit le vol de nombreuses données, de divulgations de films non encore diffusés et de données confidentielles.